# دائرة حامة بوزيان
دائرة حامة بوزيان إحدى دوائر ولاية قسنطينة الجزائرية . عاصمتها هي حامة بوزيان وتضم بلديات : 
- حامة بوزيان
- ديدوش مراد